# Cecilia Frode
Pia Ingela Cecilia Frode, född 14 augusti 1970 i Linköpings Sankt Lars församling, Östergötlands län, är en svensk skådespelare.

## Karriär
Cecilia Frode studerade på teaterlinjen på gymnasiet (Olympiaskolan) i Helsingborg (1986–1988) och efter det på Skara Skolscen (1989–1990). 1991 kom hon in på Teaterhögskolan i Malmö och tog examen därifrån 1994. Inom teatern fick hon sitt genombrott i Ronny Danielssons uppsättning av Shakespeares Som ni vill ha det 1996. Annars är hon kanske mest känd för de egenproducerade pjäserna Ängelen och En stjärt på himlen, som båda visats i TV. Frode har verkat vid flera olika teaterscener som Nya Skånska Teatern i Landskrona (1994–1995), Boulevardteatern i Stockholm (1996), Göteborgs stadsteater (1996–1998) samt Stockholms stadsteater från 1998 och framåt.
Filmgenombrottet kom år 2000, som Tina i Måns Herngrens och Hannes Holms Det blir aldrig som man tänkt sig. 2002 belönades hon med en Guldbagge för bästa kvinnliga biroll i Klassfesten.
Hon har även medverkat i flera radioprogram, bland annat sommar i P1 2002, 2009 och tankar för dagen 2011.
År 2009 medverkade Cecilia Frode i Roast på Berns (Kanal 5) där hon "roastade" den svenska stand up-eliten. År 2013 vann hon Maestro (SVT) där kända svenskar tävlade om att bli den bästa dirigenten, samma år deltog hon i Fångarna på fortet (TV4).
Den 24 februari 2018 sjöng Frode schlagern "En man i byrån" som mellanakt i Melodifestivalen.
År 2020 medverkade hon i två omgångar av frågesporten "Alla mot alla" (kanal 5) i lag med Janne Josefsson och skrev och läste kåserier i Sveriges radios "Godmorgon, världen!".
Våren 2025 tävlade Frode i Let's Dance tillsammans med dansaren Antonio Careri. Paret fick lämna tävlingen i kvalprogrammet.

## Privatliv
Frode har en dotter, född 2007, från ett tidigare förhållande med regissören Mats Lindberg.

## Filmografi
- 1995 – Mördare utan ansikte (TV-serie)
- 1996 – En fyra för tre (TV-serie) (avsnittet "En brud för mycket")
- 1997 – Bara prata lite
- 1997 – Rika barn leka bäst
- 1997 – Hammarkullen (TV-serie)
- 1999 – Ben & Gunnar - En liten film om manlig vänskap (TV)
- 2000 – Tillsammans
- 2000 – 10:10 [5]
- 2000 – Det blir aldrig som man tänkt sig
- 2001 – Fru Marianne (TV-serie)
- 2001 – Känd från TV
- 2001 – Parasit-TV (TV-serie)
- 2001 – Syndare i sommarsol
- 2002 – Taurus (TV-serie)
- 2002 – En ängels tålamod (TV-serie)
- 2002 – Klassfesten
- 2002 – Det brinner! (TV-serie)
- 2003 – Talismanen (TV-serie)
- 2003 – Swedenhielms (TV-teater)
- 2003 – Ängelen (TV-teater)
- 2004 – Värre och värre
- 2006 – Varannan vecka
- 2006 – Mäklarna (TV-serie)
- 2009 – Livet i Fagervik (TV-serie)
- 2009 – Kenny Begins
- 2009 – Fjärde dagen över tiden
- 2010 – Kommissarie Späck
- 2011 – En stjärt på himlen (TV-teater)
- 2011 – Svensson, Svensson – i nöd och lust
- 2012 – Coacherna (TV-serie)
- 2013 – Maestro (TV-program)
- 2014 – När sugfiskar krockar
- 2014 – Stockholm Stories
- 2014–2015 – Blå ögon (TV-serie)
- 2017 – Så mycket roligare (TV-serie)
- 2018 – Tårtgeneralen
- 2018 – Springfloden (TV-serie)
- 2018 – Sthlm Rekviem (TV-serie)
- 2019 – Alla mot alla (TV-program)
- 2019 – Så ska det låta (TV-serie)
- 2020 – Morden i Sandhamn (TV-serie)
- 2021 – Bert (TV-serie)
- 2023 – Tillsammans 99

## Teater

### Roller
- 1994 - En spökhistoria - "Belle", "Janet Holywell" & "Caroline".
- 1995 - Det nya - "Pyssern".
- 1995 - Triangeln - Irina" och "Andrej".
- 1996 - Den girige - "Marianne". Regi: Michael Segerström.
- 1996 - Brott och brott - "Jeanne". Regi: Emil Graffman.
- 1996 - Som ni vill ha det - "Rosalind". Regi: Ronny Danielsson.
- 1997 - Killer Joe - "Dottie". Regi: Jasenko Selimovic.
- 1997 - En Midsommarnattsdröm - "Helena". Regi: Ronny Danielsson.
- 1997 - Hamlet - "Ofelia". Regi: Jasenko Selimovic.
- 1998 - Ett resande teatersällskap - "Cecilia Duvander" - Regi: Christian Tomner.
- 1998 - Namnet - "Flickan" - Regi: Stefan Larsson.
- 1999 - Den girige - "Elise".
- 2000 - Ängelen  - "Ängelen" - Manus/regi: Cecilia Frode.
- 2003 - Vem är rädd för Virginia Woolf - "Honey" - Regi: Ulla Gottlieb.
- 2004 - Tältprojektet – showturné i cirkustält
- 2006 - Farliga förbindelser - "Madame de Tourvel" - Regi: Linus Tunström.
- 2008 - En stjärt på himlen - "Kvinnan" - Manus/regi: Cecilia Frode.
- 2013 - Scener ur ett äktenskap - "Marianne" - Regi: Thomas Segerström.
- 2014 - Det kan du drömma om, Hilda - "Kathryn" - Regi: Sissela Kyle
- 2014 - Karl Gerhard, en fantasi om en revykung - "Zarah Leander" - Regi: Johanna Garpe.
- 2015 - Alla dagar alla nätter - "Nita" - Regi: Margareta Garpe.
- 2015 - Livläkarens besök - Fru von Plessen"
- 2017 - Fotografi 51 - "Rosalind Franklin" - Regi: Elisabet Klason.
- 2017 - Från det blå skåpet - Manus/Regi: Cecilia Frode.
- 2019  - Gränsfall av Joshua Harmon, regi Hugo Hansén. Playhouse Teater.
- 2020  - Fröken Fröjds Klokskap. Sketcher teater på Sociala medier i samarbete med Anna Bromee.

## Utmärkelser

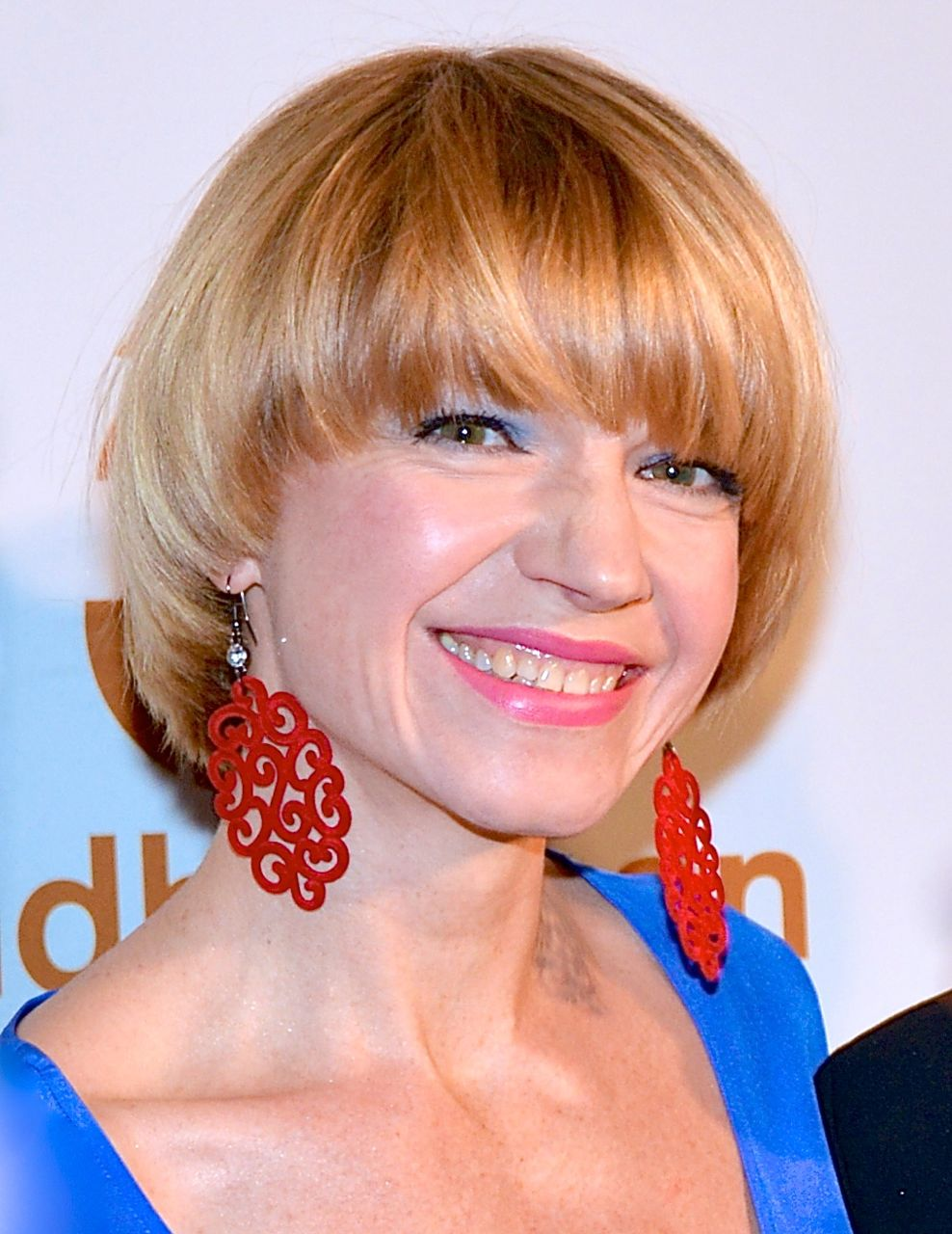
Cecilia Frode på Guldbaggegalan på Cirkus i Stockholm 2013.

- Nominerad till Guldbaggen för bästa kvinnliga biroll "Syndare i sommarsol" 2002.
- Guldbaggen för bästa kvinnliga biroll "Klassfesten" 2003.
- Nominerad till Tv-pris för bästa skådespelerska "God morgon alla barn" 2006.
- Nominerad till Tv-pris för bästa skådespelerska "Mäklarna" 2007.
- Nominerad till Guldmasken för bästa skådespelerska privatteater "Kvarteret Skatan" 2007.
- Tilldelades Tage Danielsson-stipendiet 2013.
- Tilldelades Angela European Film Award för rollen som Jessica i "Stockholm Stories" 2014.
- Stockholms stads Kulturstipendium 2020.

## Egna produktioner

### Ängelen
Ängelen är en enmansföreställning skapad 2000.
Urpremiär på Folkteatern i Göteborg 2001 med 10 föreställningar. Den har också bland annat framförts Kulturhuset i Stockholm 2002, Lorensbergsteatern i Göteborg och Cirkus i Stockholm 2006 samt på turné med Riksteatern 2005. Ängelen sändes på Svt 2003 inspelad på Orionteatern i Stockholm.
Cecilia Frode ville göra en längre show och skrev en lång text och tonsatte sina prosatexter. Michael Krönlein arrangerade hennes melodier. De musikaliska inslagen ackompanjerades av Bengt Lindqvist på piano och dragspel och Per V. Johansson på kontrabas.

### En stjärt på himlen
En stjärt på himlen är en enmansföreställning från 2008.
Urpremiär på Vasateatern i Stockholm hösten 2008 med 25 föreställningar. Den har också bland annat framförts på Södra Teatern i Stockholm och Lorensbergsteatern i Göteborg 2010, Helsingborgs stadsteater samt på turné med Riksteatern 2011. En stjärt på Himlen sändes på SVT 2011 inspelad på Helsingborgs Stadsteater. I En stjärt på himlen är det en ”vuxen” karaktär som brottas med sin ensamhet och längtan efter tillhörighet. En vuxen rädd person som vet och kan allt.

### Från det blå skåpet
Från det blå skåpet är en enmansföreställning 2017 i samproduktion med Musik i Syd med Jesper Hamilton som producent och konstnärligt ansvarig. Cecilia Frode är berättare och stod för text, manus, regi och konstnärligt ansvarig. Ensemble Mare Balticum. Den har spelats på bland annat Ystad teater, Växjö Teater, Palladium i Malmö, Falkhallen i Falkenberg och Kalmar teater år 2017.